# Utíkej, pejsku!
Utíkej, pejsku! (v anglickém originále Go, Dog. Go!) je americko-kanadský animovaný televizní seriál, inspirovaný knihou P. D. Eastmana Go, Dog. Go! z roku 1961. Seriál měl celosvětovou premiéru 26. ledna 2021 na Netflixu.

## Obsazení
- Michela Luci jako Tag Barker
- Callum Shoniker jako Scooch Pooch
- Katie Griffin jako Ma Barker
- Martin Roach jako Paw Barker
- Tajja Isen jako Cheddar Biscuit
- Lyon Smith jako Spike Barker a Gilber Barker
- Judy Marshank jako Grandma Marge Barker
- Patrick McKenna jako Grandpaw Mort Barker, Gerald, Muttfield a Manhole Dog
- Linda Ballantyne jako Lady Lydia, Sgt Pooch a Mayor Sniffington
- Joshua Graham jako Sam Whippet
- Deven Mack jako Fetcher
- David Berni jako Frank
- Anand Rajaram jako Beans
- Stacey Kay jako Kelly Korgi
- John Stocker jako Leo Howlstead
- Paul Buckley, Reno Selmser a Zoe D'Andrea jako The Barkapellas
- Hattie Kragten jako Little Dog